# Região geoeconômica Amazônica do Brasil

Região geoeconômica da Amazônia.

A Região geoeconômica da Amazônia ou Complexo regional Amazônico compreende todos os estados da região Norte do Brasil (apenas parte no Tocantins está fora), praticamente todo o Mato Grosso e o oeste do Maranhão, numa área de aproximadamente 5,1 milhões de quilômetros (cerca de 60% do território do país) distribuído em oito estados, constituindo-se na região geoeconômica menos populosa.

## Geografia

### Relevo

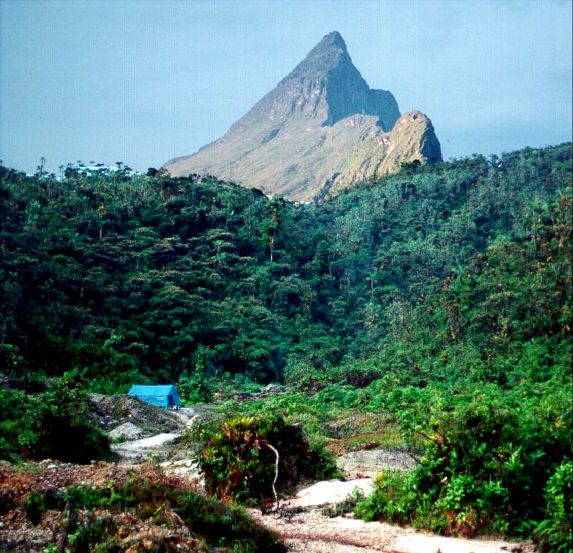
Pico da Neblina, no estado do Amazonas

O relevo da região é, na sua maioria, de baixa altitude, em razão das planícies fluviais dos rios Amazonas e Araguaia, e das depressões. No extremo norte, observa-se um pequeno fragmento de planalto (planaltos residuais norte-amazônicos), e logo abaixo, uma grande depressão (depressão marginal norte-amazônica). Há também pequenos trechos de planaltos residuais no sul da região. Por fim, no leste há a depressão do Araguaia, e também os planaltos e chapadas da bacia do Parnaíba.
Aqui, no ponto mais setentrional do país, no planalto das guianas, encontram-se os picos mais altos do Brasil, inicialmente aferidos com instrumentos rudimentares de medição em 3.014 (Pico da Neblina) e 2.992 (Pico 31 de Março) metros de altitude. Porém após o advento de instrumentos mais precisos para tal medição, como o GPS geodésico, esses valores foram corrigidos p.2.993 metros (Pico da Neblina) e 2.972 metros (Pico 31 de Março). As medidas oficiais foram obtidas pelo Projeto Pontos Culminantes do Brasil.

### Hidrografia

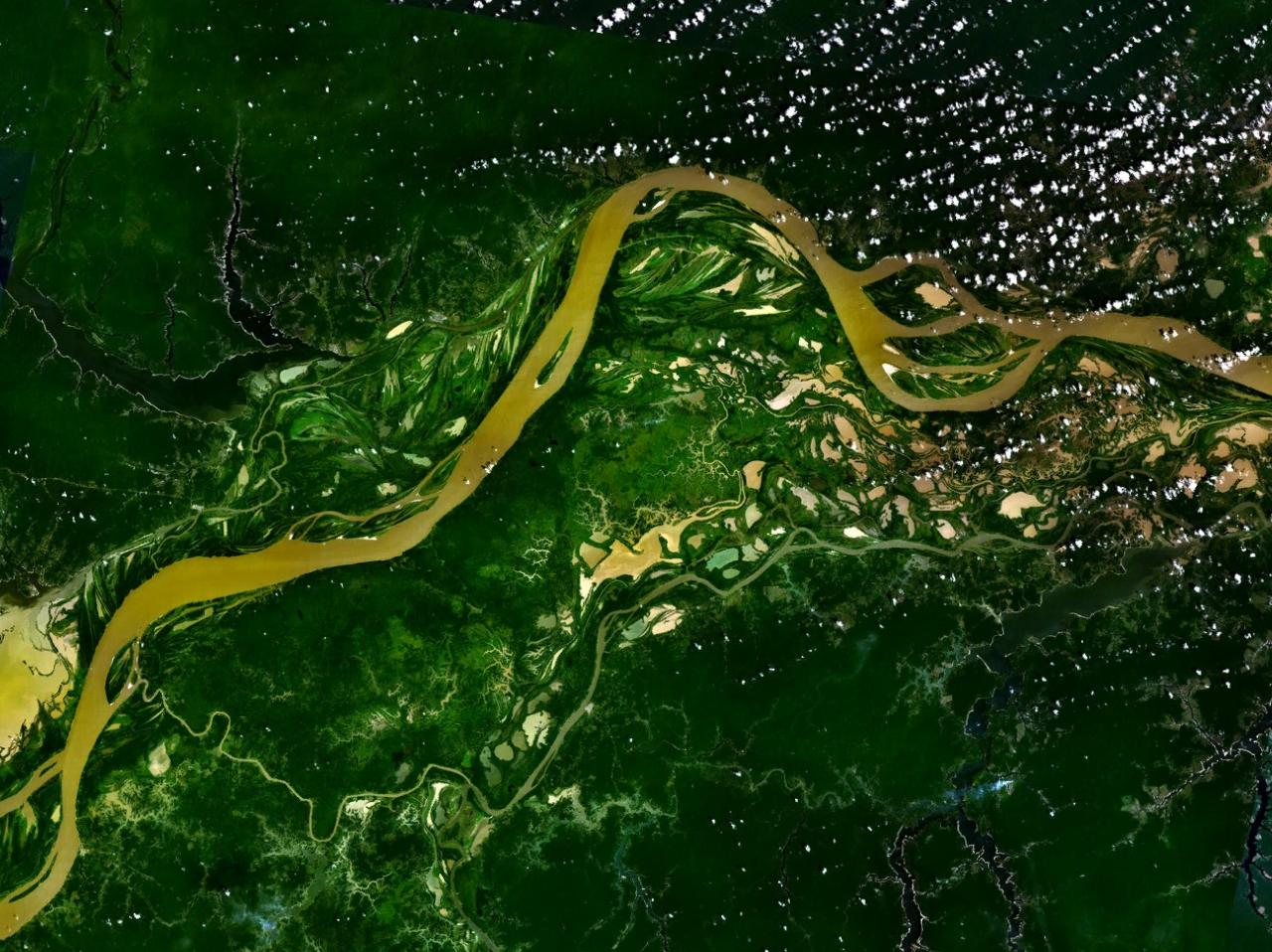
Vista de satélite do rio Amazonas

A hidrografia é a característica mais marcante da região, que apresenta a maior bacia hidrográfica do planeta, cobrindo mais de 7 milhões de quilômetros quadrados (4 milhões apenas no Brasil). Esta imensa rede depende de dois fatores: a floresta amazônica (e sua evapotranspiração) e o clima equatorial, com chuvas em quase todos os dias do ano. Essa é uma das características mais famosas  que a Amazônia é conhecida, pela sua bacia Hidrográfica, e sua infinidade de água doce.
O rio Amazonas vem sendo objeto de pesquisas visando confirmar a sua extensão, tornando-o o maior rio do mundo. Os seus afluentes mais importantes, como o rio Solimões, o rio Negro e o rio Madeira, nascem na cordilheira dos Andes, no Peru, alguns atravessando diversos países como o Equador, a Colômbia, a Venezuela e as Guianas, antes de ingressarem no Brasil.

### Clima
Predomina o clima equatorial úmido, gerando altas taxas de precipitação pluviométrica (cerca de 2.500mm anuais). A temperatura é estável, em torno de 25°C. Em uma pequena porção setentrional da região (Roraima), registra-se o clima equatorial semiúmido, quente, mas menos chuvoso. O fenômeno deve-se ao relevo acidentado (o planalto das Guianas), e às correntes de ar que levam as massas equatoriais para o sul, entre os meses de setembro a novembro. No sudoeste da região (Mato Grosso e parte do Amazonas), está presente o clima tropical, que recebe influências do equatorial úmido (quente) e das massas polares do sul (frio), resultando em estações do ano bem definidas.

### Vegetação

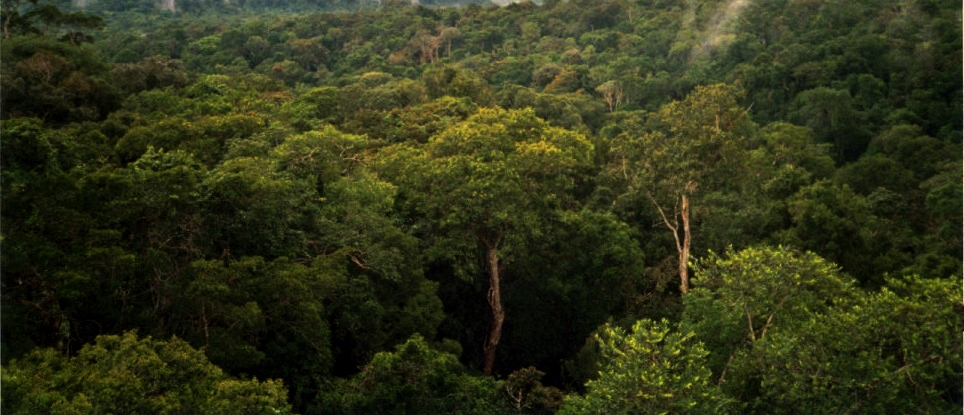
Floresta amazônica.

A vegetação é muito variada e fortemente influenciada pelo clima equatorial e pela hidrografia: eles juntos propiciaram a formação da floresta Amazônica, a mais exuberante e diversificada floresta no planeta, e que ocupa cerca de 40% do território brasileiro (3,5 milhões de km²).
A dificuldade para a entrada de luz solar pela abundância de copas, faz com que a vegetação rasteira seja muito escassa, assim como os animais que habitam o solo e necessitam dessa vegetação para se alimentar. A maior parte da fauna amazônica é composta por espécies que habitam as copas das árvores, não existindo animais de grande porte, como nas savanas africanas. Entre as aves das copas destacam-se os papagaios, tucanos e pica-paus. Entre os mamíferos estão os morcegos, roedores, macacos e marsupiais.

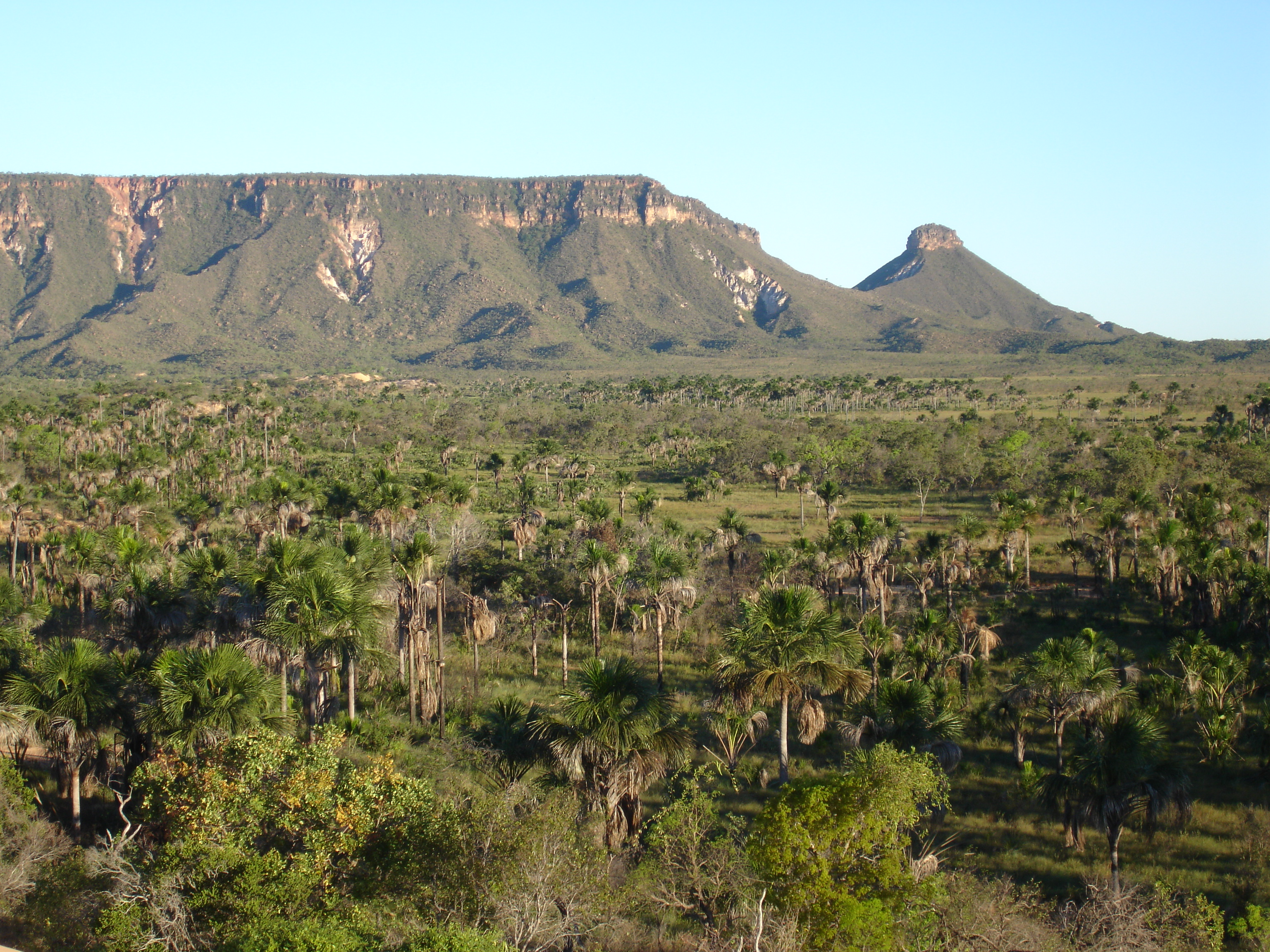
Vista da região eco turística do Jalapão, situada no centro-leste do Tocantins.

A Ilha de Marajó, no estado do Pará, apresenta formações rasteiras de Campos da Hileia que, por sua vez, ficam inundadas nos períodos de cheias dos rios. É a maior ilha de água fluviomarinha do mundo. Grandes extensões de cerrado podem ser encontradas nos estados de Rondônia, Tocantins e Roraima. Já o cerrado ocupa grande extensão do estado do Tocantins e vastos trechos de Rondônia e Roraima, além da vegetação litorânea.

## Demografia

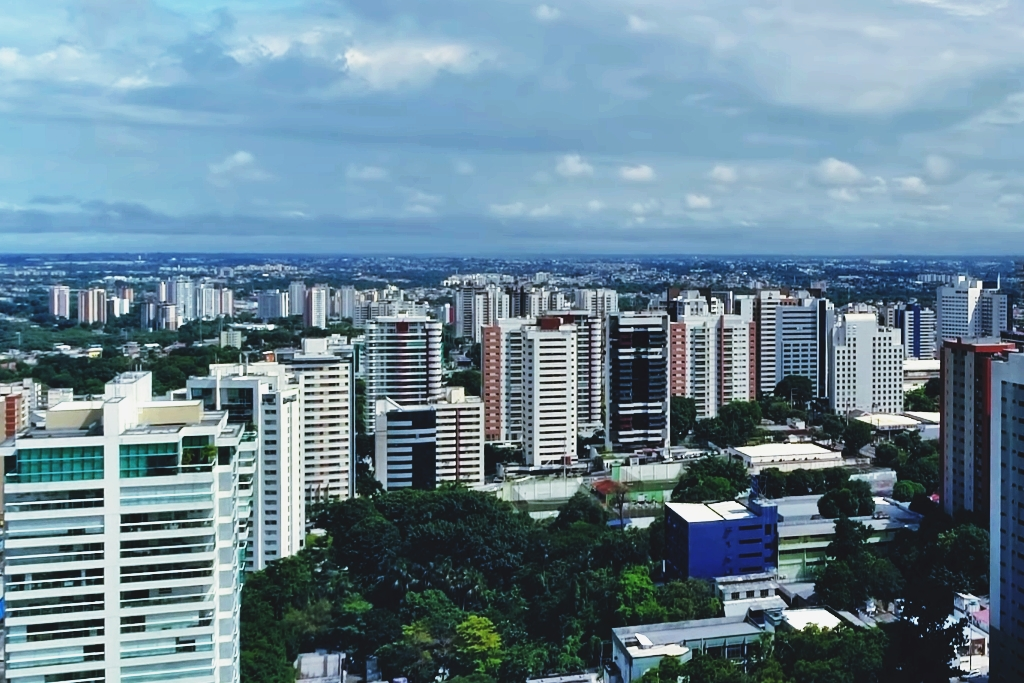
Vista parcial de Manaus, o maior centro urbano da região geoeconômica da Amazônia, com cerca de 2,2 milhões de habitantes.

O complexo regional amazônico possui o menor número de habitantes do país, concentrando cerca de 25 milhões de habitantes, distribuídos na imensa área. Em grande parte da região existem os chamados "vazios demográficos", pois a maior parte da população está localizada nas duas principais capitais da região: Manaus e Belém.
As principais regiões metropolitanas, classificadas como metrópoles regionais, são as de Manaus e de Belém. As maiores e principais cidades da região, em termos populacionais, são: Manaus, Belém, Cuiabá, Porto Velho, Ananindeua, Macapá, Boa Vista, Rio Branco, Santarém, Palmas, Parauapebas, Marabá, Imperatriz, Castanhal e Araguaína.
.

## Economia

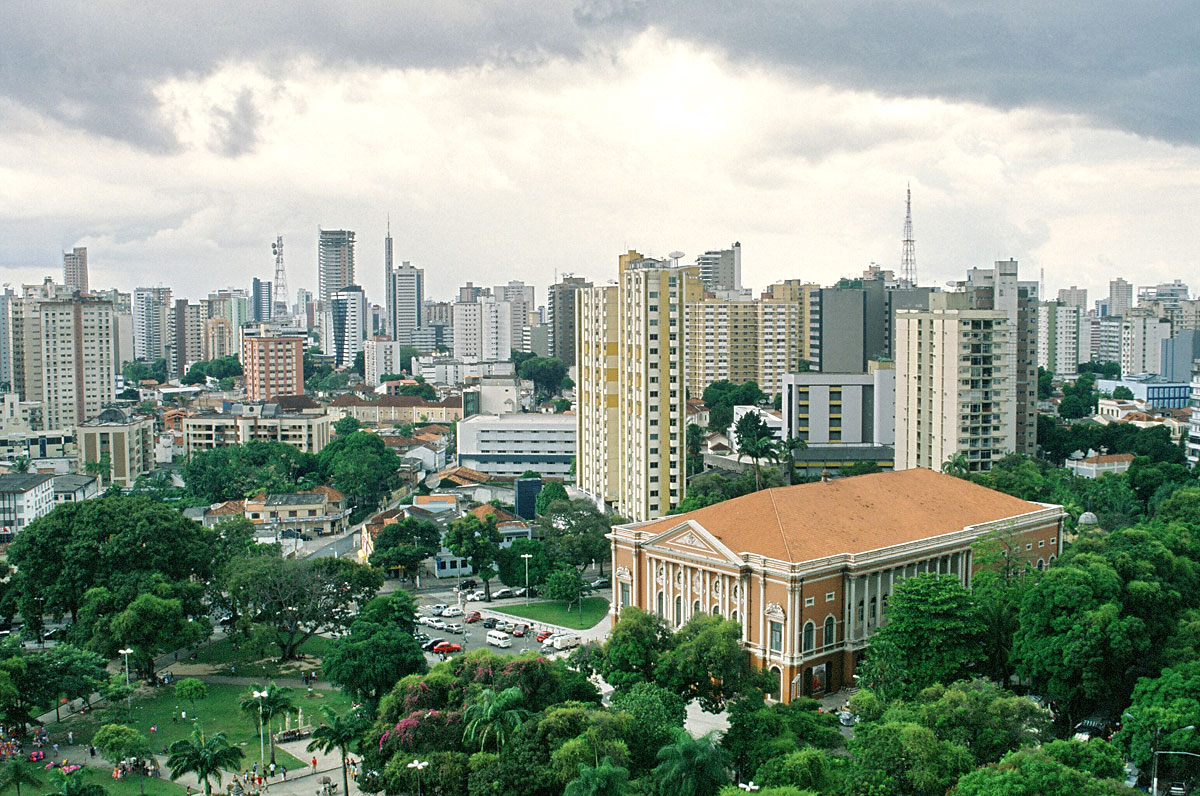
Belém, o segundo maior município da região geoeconômica da Amazônia, com cerca de 1 milhão e meio de habitantes.

Além de ser a menos populosa, esta região também possui o menor Produto Interno Bruto do Brasil, com uma economia baseada no setor primário. Algumas multinacionais estão instaladas na região, sobretudo na serra dos Carajás (Pará), de onde se extrai parte do minério de ferro do país. 
Alguns polos industriais se destacam na região: um polo petroquímico da Petrobras, com extração de petróleo e gás natural nos poços de Urucu, em Coari (Amazonas) no Amazonas, o Polo Industrial de Manaus (PIM) e o Polo de Biotecnologia, também em Manaus. O PIM fabrica a maioria dos produtos eletrodomésticos brasileiros baseando-se numa política governamental de isenção de impostos. A indústria avançou em muitas cidades da região nas últimas décadas, mas continua bastante restrita às capitais e algumas poucas cidades não capitais da região, fazendo com que exista uma distância elevada no desenvolvimento dos municípios da região, existindo metrópoles e centros regionais ricos e desenvolvidos como Belém, Ananindeua, Santarém, Marabá, Parauapebas, Castanhal, Boa Vista, Cuiabá, Imperatriz, Manaus, Macapá, Palmas, Araguaína, Porto Velho e Rio Branco, e municípios com baixos Índices de Desenvolvimento Humano (IDH) no interior dos estados.